# Åbacka
Åbacka este o arie protejată (arie specială de conservare — SAC, sit de importanță comunitară — SCI) din Suedia întinsă pe o suprafață de 28,6 ha, integral pe uscat.

## Localizare
Centrul sitului Åbacka este situat la coordonatele 56°12′18″N 15°11′30″E / 56.205°N 15.1918°E.

## Înființare
Situl Åbacka a fost declarat sit de importanță comunitară în decembrie 1998 pentru a proteja un număr necunoscut de specii din flora spontană și fauna sălbatică aflate în arealul zonei. Situl a fost protejat și ca arie specială de conservare în martie 2011.

## Biodiversitate
Situată în ecoregiunea continentală, aria protejată conține 4 habitate naturale: Păduri caducifoliate de mlaștină fino-scandinave, Păduri de fag Asperulo-Fagetum, Păduri de fag Luzulo-Fagetum, Taiga vestică.
La baza desemnării sitului se află un număr nedeclarat de specii protejate.